# Raddiella
Raddiella es un género de plantas herbáceas perteneciente a la familia de las poáceas. Es originario de América tropical.

## Especies
- Raddiella kaieteurana Soderstr.
- Raddiella lunata Zuloaga & Judz.
- Raddiella maipuriensis Soderstr.
- Raddiella molliculma (R.E.Schult.) S.Calderón & Soderstr.
- Raddiella potaroensis Soderstr.
- Raddiella truncata Swallen